# Telefony I
Telefony I nebo pouze Telefony
 je hra pro počítače Sinclair ZX Spectrum a kompatibilní (například Didaktik). Jedná se o hru českého původu, autorem je Jiří Koudelka, který ji napsal pod přezdívkou George K. Vydavatelem hry byla společnost Proxima – Software v. o. s., hra byl vydána v roce 1992 jako součást souboru her Mah Jongg.
Hra je učena pro malé děti do 10 let. Úkolem hráče je zvedat zvonící telefony, které se nachází na různých plošinách. Plošiny jsou spojeny žebříky. Současně může zvonit i více telefonů, ne všechny telefony zvoní po stejnou dobu. Cílem hry je zvednout požadovaný počet telefonů. Hra má devět kol, každé následující je o něco složitější proti předcházejícímu. V některých kolech jsou zobrazeny reklamy na některé z produktů společnosti Proxima – Software v. o. s. Hru je možné ovládat buď pomocí klávesnice nebo pomocí Kempston joysticku.
Existuje také varianta této hry ve formě doplňkové utility pro textový procesor Desktop a tedy z něj přímo spustitelná.